# Ravenvennen

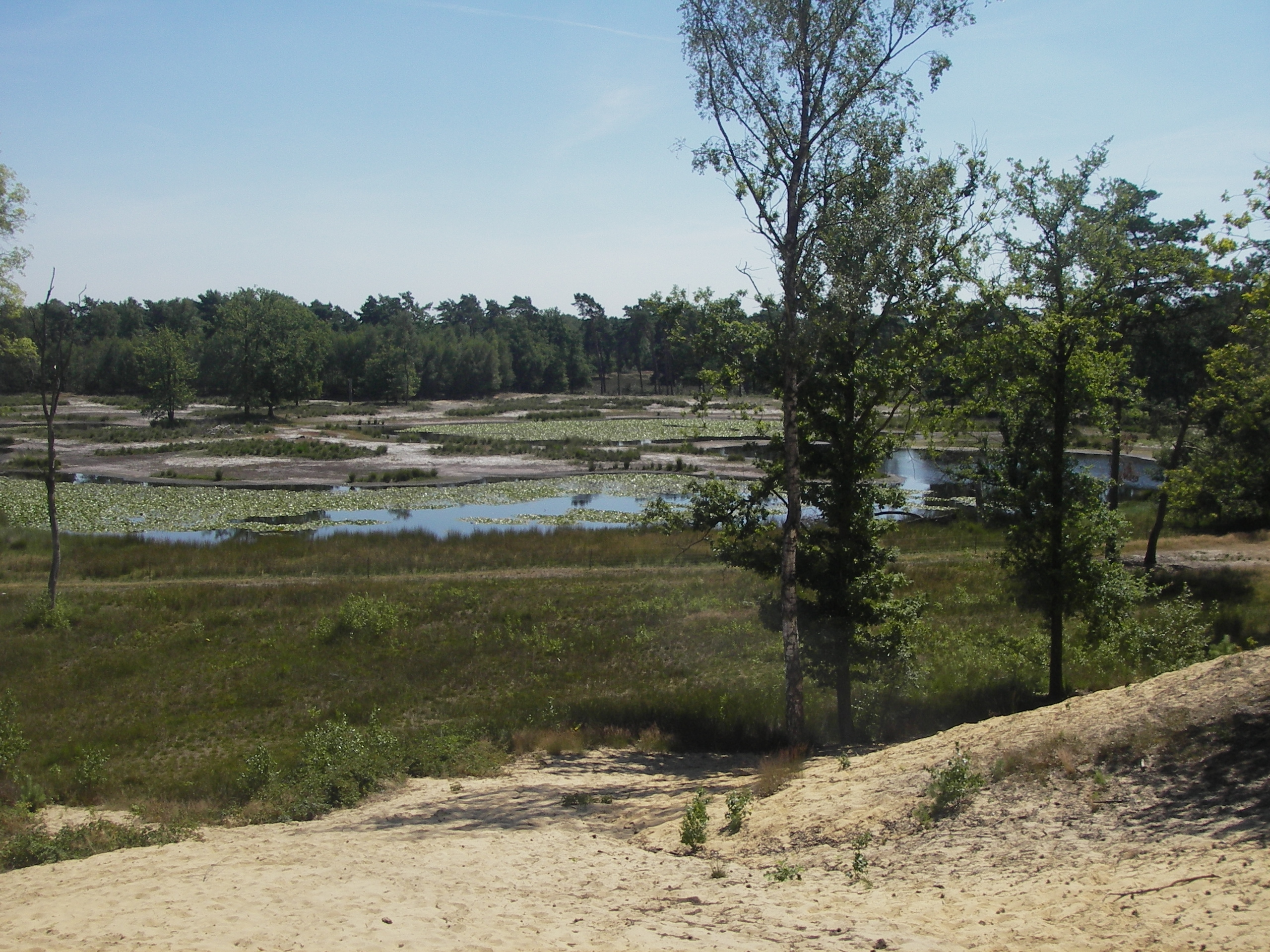
De Ravenvennen, gezien vanaf de Wittenberg

De Ravenvennen is een  natuurgebied in de voormalige Nederlandse gemeente Arcen en Velden, sinds 2010 opgegaan in de gemeente Venlo, (provincie Limburg). Het is eigendom van de Stichting Het Limburgs Landschap en is gelegen in de gordel van paraboolduinen tussen Gennep en Venlo. Het in 381 ha grote terrein bestaat uit voornamelijk uit naaldbossen met een vennencomplex. 

## Ligging en omgeving
De Ravenvennen zijn gelegen op ruim 6 km ten noorden van Venlo. Naar het zuiden toe gaat het gebied over in een 2,5 km brede landbouwzone rond het dorp Velden, waarna nog slechts het Zwart Water aan Venlo voorafgaat. Naar het westen ligt de Schandelosche Heide en het dorpje Lomm, dat aan de rand van het Maasdal ligt.  
Naar het noorden sluiten de Ravenvennen direct aan bij Landgoed Arcen, van dezelfde eigenaar. Naar het oosten ligt de grens met Duitsland. Langs die grens ligt het kleinschalige en laaggelegen bos- en cultuurlandengebied Vreewater, waar nooit een ruilverkaveling in werd uitgevoerd.

## Beschrijving
De Ravenvennen zijn een droog bosgebied met overwegend grove dennen op oud stuifzand, afgewisseld door cultuurgronden, vennetjes en wat heide. Hoewel het gebied daarbij qua terreintype en ligging goed bij zou aansluiten maken de Ravenvennen geen deel uit van het uitgestrekte Nationaal Park De Maasduinen. Wel maakt het gebied deel uit van de geprojecteerde Robuuste Verbinding Schinveld-Mook, een terrein dat een goed aaneengesloten leefgebied voor onder meer het Edelhert moet gaan worden.   
Het meest aantrekkelijke en qua natuurwaarde wellicht het belangrijkste deel van de Ravenvennen betreft de vele vennen, die tot stand kwamen als uitgestoven laagtes in het rivierduinzand. Een imposant duin is de Wittenberg. In de buurt daarvan ligt een fraaie groep vennen.

## Flora en fauna
Vanwege de vele vennen is het een voortreffelijk gebied voor allerlei amfibieën (zoals de zeldzame heikikker), de omringende heide en rulle stuifzandgronden trekken ook nog eens reptielen als de hazelworm en de levendbarende hagedis. In het beschutte, zanderige milieu trekken de schaarse open terreintjes vlinders aan zoals de gehakkelde aurelia. Er is een rijke roofvogelstand met onder meer de wespendief en de Havik. Van de overige vogelsoorten vallen de grauwe klauwier en de geelgors op. 
De oevers en het water van de vennen zijn rijk begroeid met onder meer veenpluis, zonnedauw en waterlelie. De bossen zijn uitgesproken arm aan begroeiing. 
De Ravenvennen is een voorbeeld van een qua eigendom zeer versnipperd natuurgebied, waar de Stichting het Limburgs Landschap met veel geduld een eenheid van probeert te maken.